# Анна Кареніна (фільм, 2009)
«Анна Кареніна» (рос. Анна Каренина) — російський художній фільм 2009 року режисера Сергія Соловйова за мотивами однойменного роману Льва Толстого. Останній фільм за участю Олександра Абдулова, одна з останніх кіноробіт Олега Янковського.
2013 року на Першому каналі відбулася прем'єра розширеної телеверсії фільму у п'яти серіях тривалістю по 50 хвилин; заплановано випуск цієї версії на DVD.

## Сюжет
За мотивами однойменного роману Льва Толстого. Анна — молода й вродлива дружина Кареніна. Вона знайомиться з молодим красенем Вронським, який на кілька років молодший за неї, й між ними зав'язується роман. Тепер Анна розривається між любов'ю до Вронського та шлюбом із Кареніним.

## Зйомки
Фільмування були завершені в лютому 2007 року, однак прем'єра відбулася лише через два роки. Причиною цього стало затягнуте завершення робіт зі стрічкою «2-Асса-2», яка сюжетно пов'язана з «Анною Кареніною», а тому, за задумом Сергія Соловйова, її прем'єрний показ мав відбутися раніше. Прем'єра дилогії відбулася 25 лютого 2009 року в межах закриття VII Міжнародного фестивалю кінематографічних дебютів «Дух вогню».

## У ролях
- Тетяна Друбич — Анна Аркадіївна Кареніна
- Ярослав Бойко — граф Олексій Кирилович Вронський, полковник
- Олег Янковський — Олексій Олександрович Каренін, чоловік Анни
- Сергій Гармаш — Костянтин Дмитрійович Льовін / текст від автора
- Олександр Абдулов — князь Степан Аркадійович (Стіва) Облонський, брат Анни
- Олена Дробишева — княгиня Дарія Олександрівна (Доллі) Облонська, дружина Стіви
- Марія Аніканова — Катерина Олександрівна (Кіті) Щербацька, сестра Доллі, пізніше — дружина Льовіна
- Людмила Савельєва — княгиня Щербацька
- Едуард Марцевич — князь Щербацький
- В'ячеслав Манучаров — Микола Щербацький
- Анна Вартанян — подруга Кареніної
- Сергій Кагаков — Гриневич
- Людмила Максакова — графиня Лідія Іванівна
- Дмитро Персин
- Олександр Руснак — Корсунський
- Катерина Бестужева
- Катерина Васильєва — мати Вронського
- Поліна Невзорова — княгиня Картасова
- Світлана Тормахова
- Олександр Удалов
- Володимир Федоров
- Євгенія Крюкова — княгиня Єлизавета Федорівна (Бетсі) Тверська, кузина Вронського, дружина кузена Анни

## Знімальна група
- Режисер — Сергій Соловйов
- Композитор — Анна Соловйова
- Російський державний симфонічний оркестр кінематографії
  - Диригент — Сергій Скрипка
- Оператори-постановники — Сергій Астахов, Юрій Клименко
- Художники-постановники — Олександр Борисов, Сергій Іванов за участі Віри Зелінської
- Художник з костюмів — Наталія Дзюбенко
- Художник-декоратор — Валерій Гранков
- Художник-фотограф — Станіслав Полнарєв

## Нагороди та номінації
- 2010 — премія «Ніка» за 2009 рік у номінації «Найкраща робота художника з костюмів» — Наталі Дзюбенко.